# Маэсту, Мария де
Мария де Маэсту Уитни (баск. María Maeztu Whitney; 18 июля 1882, Витория, Испания — 7 января 1948, Мар-дель-Плата, Аргентина) — испанская феминистка, педагог, основательница Ресиденсии де Сеньоритас и Лицейского клуба в Мадриде. Она была сестрой писателя, журналиста и философа Рамиро де Маэсту и художника Густаво де Маэсту.

## Ранняя биография
Мария де Маэсту родилась в Витории, столице баскской провинции Алава, и была четвёртым ребёнком из пяти в семье. Её отец Мануэль де Маэсту Родригес был кубинским инженером и землевладельцем, происходившим из Наварры. Он познакомился с Джоан Уитни, дочерью британского дипломата и будущей матерью Марии, в Париже, когда той было 16 лет. Они так и не поженились. В 1889 году неожиданная смерть её отца на Кубе привела к серьёзным юридическим проблемам семьи. Её мать, хрупкая, но предприимчивая женщина с сильным характером, вместе с тремя своими сыновьями и двумя дочерьми поселились в Бильбао, а в 1891 году открыла там школу-интернат для девочек, где изучали французский и английский языки. Мария начала преподавать в англо-французской академии своей матери, а затем — в государственных школах Бильбао. В 1903 году она приняла предложение аюнтамьенто Бильбао занять пост директора недавно созданной ночной школы для взрослых, а также работала директором детского сада (в 1902—1912 годах). Мария де Маэсту создала сеть летних школ и сосредоточилась на светском образовании, что способствовало росту количества её врагов. Она стала настолько известной, что, несмотря на свою молодость, была приглашена разделить сцену с Консепсьон Саис, Мигелем де Унамуно на «Выставке учёных» в Бильбао в 1905 году.
Мария де Маэсту была красноречивым оратором, а её знание языков позволяло ей представлять Испанию на международных конгрессах и распространять у себя на родине опыт англосаксонских феминистских ассоциаций. Не прерывая своей работы в Бильбао, она изучала философию и литературу в Университете Саламанки в качестве неофициального студента Мигеля де Унамуно. Летом 1908 года Совет по углублённым исследованиям направил её в качестве делегата для наблюдения за Секцией образования на Франко-британской выставки в Лондоне.. Позднее Мария де Маэсту отправилась в лекционный тур по США, Великобритании, Аргентине, Кубе и испанским городам, посетив в том числе Университет Саламанки и Мадридский университет Комплутенсе, где она встретилась с Хосе Ортегой-и-Гассетом.

## Ресиденсия де Сеньоритас

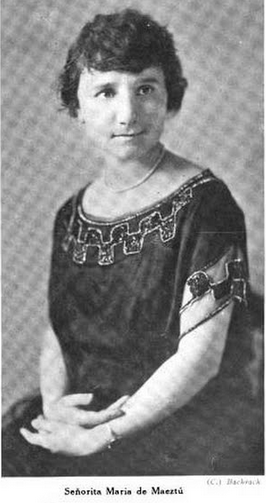
Мария де Маэсту, фотография из публикации 1919 года.

В 1915 году Мария де Маэсту при поддержке Совета за развитие науки основала в Мадриде Ресиденсию де Сеньоритас. Руководствуясь теми же правилами, что и Ресиденсия де Эстудиантес, которая была открыта в 1910 году для мужчин, она стала первым официальным центром в Испании, основной целью которого заключалась в поощрении участия женщин в системе высшего образования путём предоставления жилья для студенток. Она была его первым директором и привлекала на лекции, поэтические чтения, музыкальные и театральные выступления в нём в качестве приглашённых ораторов таких интеллектуалов, как Хосе Ортегу-и-Гассета, Хуана Рамона Хименеса, Викторию Окампо и других. Там Унамуно прочёл свою пьесу «Рахиль прикованная», а 16 марта 1932 года Федерико Гарсиа Лорка представил там своего «Поэта в Нью-Йорке», нового сборника стихов, опубликованного только в 1940 году. Лорка нашёл атмосферу в заведении приятной и позже провёл там репетиции своего театра «La Barraca» спектакля по работе  Висенте Бласко Ибаньеса. Среди других поддержавших Ресиденсию де Сеньоритас и приглашённых лекторов были Рафаэль Альберти, Луис Хименес де Асуа, Грегорио Мараньон и Рамон дель Валье-Инклан.

## Лицейский клуб
В апреле 1926 года, во время диктатуры Примо де Риверы, Мария де Маэсту основала Лицейский клуб, первый женский клуб в Испании. С помощью Кармен Барохи и Кончей Мендес они сделали его подобным клубам, уже существовавшим в Брюсселе, Лондоне, Милане, Нью-Йорке, Париже и Гааге. Он был задуман как место встреч, где женщины могли бы обмениваться идеями и отстаивать своё социальное и моральное равенство, а также материальные интересы. Клуб начинался со 150 членов, представлявших хорошо образованную группу женщин-профессионалов, включая замужних, которые весть активную общественную деятельность за пределами стен своего дома. С отделами, посвящёнными социальным вопросам, литературе, искусству и музыке, науке, а также международным делам, клуб спонсировал лекции, концерты, выставки и различные литературные мероприятия. Его члены выступали за реформирование правового статуса женщин и создание центров дневного ухода за детьми для работающих женщин. В Лицейский клуб входили Эрнестина де Чампурсин, Элена Фортун, Мария Гойри, Мария Лехаррага, Луис Хименес де Асуа, Мария Тереса Леон, Кармен Монне Бароха, Маргарита Нелькин и другие. Его вице-президентами были Исабель Оярсабаль и Виктория Кент, а секретарём — Зенобия Кампруби. Принцесса Виктория Евгения и Мария дель Росарио де Сильва, герцогиня Альба, были почётными президентами клуба. 
Лицейский клуб оказался очень популярным, и к 1929 году его членский состав увеличился до 450 человек, что привело к открытию филиала в Барселоне в 1931 году. Консервативная публика ответила созданием религиозных группа и публикаций, осуждающих клуб за его либеральные политические идеи, его библиотеку и то, что они считали его угрозой для брака, семьи и церкви. Так один из священников заявил, что «общество должно запереть их как сумасшедших или преступников вместо того, чтобы позволять им выступать в этом клубе против всех человеческих и божественных правил. Моральная атмосфера как на улицах, так и в домах выиграла бы от госпитализации и заключения в тюрьму этих эксцентричных и неуравновешенных женщин».

## Гражданская война в Испании и изгнание
С началом Гражданской войны в Испании 17 июля 1936 года деятельность Лицейского клуба и Ресиденсии де Сеньоритас завершилась. В сентябре Мария подала в отставку с поста директора Ресиденсии де Сеньоритас, а 29 октября 1936 года её брат Рамиро, интеллектуал правого толка и представитель Поколения 98 года, был застрелен республиканскими солдатами под Мадридом. Ошеломлённая Мария уехала из Испании в Буэнос-Айрес, где стала профессором в Университете Буэнос-Айреса. В 1947 году она прибыла в Испанию на похороны своего брата Густаво. Мария де Маэсту умерла в Мар-дель-Плате 7 января 1948 года, а её тело было перевезено в семейный мавзолей в Эстелье, расположенной в окрестностях Памплоны.
Во время Гражданской войны здание Ресиденсии де Сеньоритас использовалось в качестве госпиталя, яслей и сиротского приюта, а в марте 1940 года школа вновь открылась как Старшая школа Тересы де Сепеды с администрацией, более лояльной и отвечающей интересам церкви нежели прежняя Ресиденсия де Сеньоритас.
По всей Испании (в Аликанте, Авилесе, Баракальдо, Эльче, Эстелье, Эстепоне, Галапагаре, Гранаде, Малаге, Пуэртольяно, Сан-Себастьяне и Сарагосе) есть улицы, названные в честь Марии де Маэсту. В 2006 году Министерство развития Испании поручило Агентству по безопасности на море построить семь буксирных судов, известных как «Clase María de Maeztu». В дополнение к буксировке судов и помощи лодкам в бедствиях, эти буксиры используются для борьбы с пожарами на море, борьбы с загрязнением морской среды и спасения в ходе кораблекрушений.

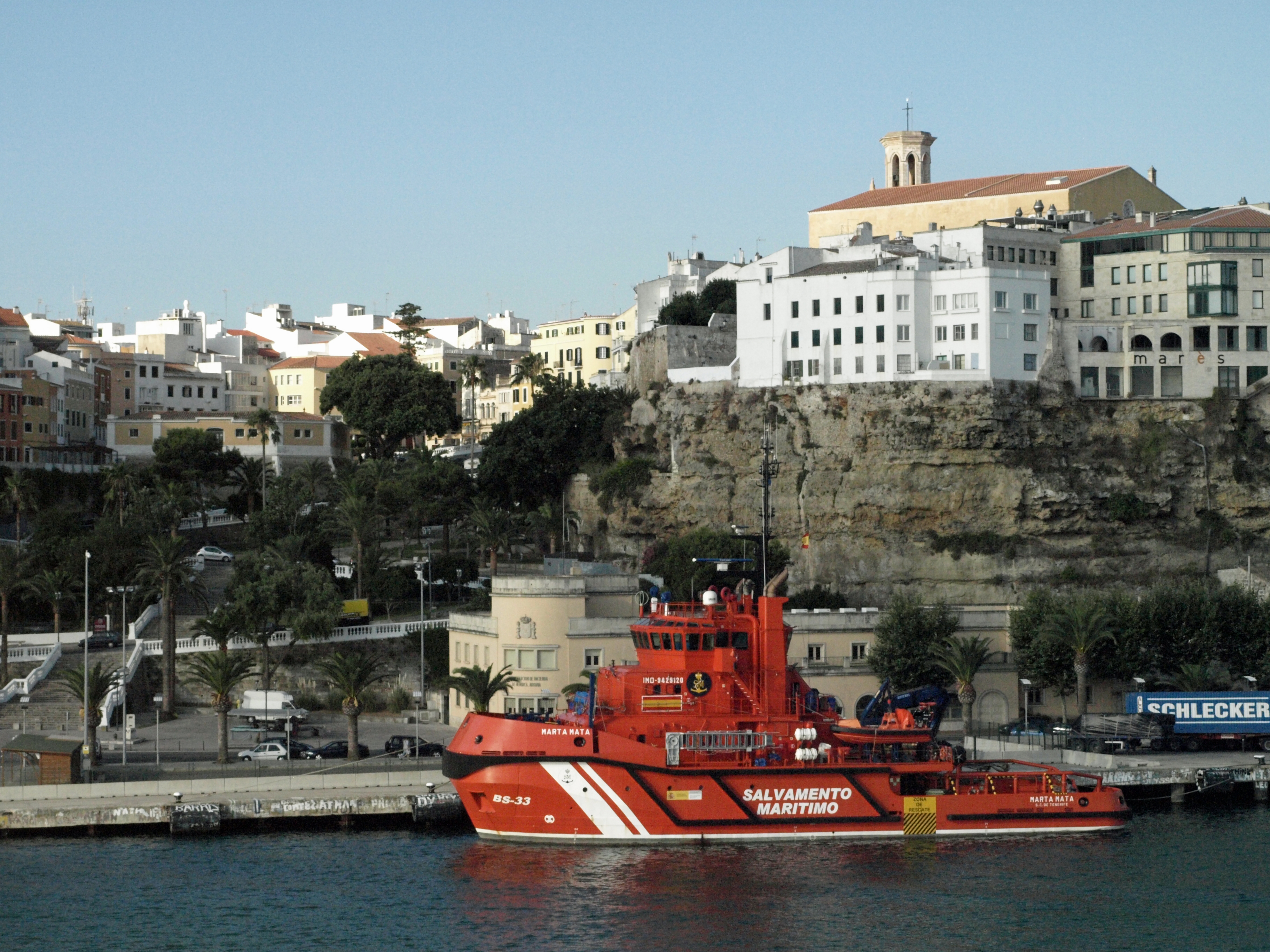
Буксир Marta Mata (BS-33) из «Clase María de Maeztu» в Маоне, Менорка

## Труды
- Historia de la cultura Europea. La edad moderna: grandeza y servidumbre. Intento de ligar de historia pretérita a las circunstancias del mundo presente. Buenos Aires, Juventud Argentina, Bibl. de la Esfinge, (Libros para la Mujer), (1941)
- "La Pedagogía en Londres y las escuelas de párvulos" in Anales de la Junta para la Ampliación de Estudios e Investigaciones Científicas, Madrid, Impr. y Encuadernación E. Raso, (1909)
- El trabajo de la mujer: nuevas perspectivas : conferencias pronunciada el día 8 de abril de 1933, Madrid: Escuela de Enfermeras del Hospital Central de la Cruz Roja Española, (1933)
- El problema de la ética: la enseñanza de la moral, (1938)
- Historia de la cultura europea, (1941)
- Antología-Siglo XX. Prosistas españoles. Semblanzas y comentarios, Madrid: Espasa-Calpe, (1943)
- Ensayos de Ramiro de Maeztu (prólogo y recolección)

## На телевидении
- «Другой взгляд» — испанский телесериал (2018—2019). В роли Марии де Маэсту — Мерседес Арбису.